# Austrocylindropuntia floccosa
Espèce
Statut de conservation UICN

 LC  : Préoccupation mineure
Austrocylindropuntia floccosa est une espèce de plantes dicotylédones de la famille des Cactaceae, originaire d'Amérique du Sud.

## Taxinomie

### Synonymes
Selon The Plant List (22 avril 2019) :
- Austrocylindropuntia floccosa subsp. yanganucensis (Rauh & Backeb.) Ostolaza
- Austrocylindropuntia lauliacoana F.Ritter
- Austrocylindropuntia machacana F.Ritter
- Austrocylindropuntia tephrocactoides Rauh & Backeb.
- Cylindropuntia tephrocactoides Rauh & Backeb.
- Maihueniopsis floccosa (Salm-Dyck ex Winterfeld) R. Kiesling[3]
- Opuntia atroviridis Werderm. & Backeb.
- Opuntia crispicrinita (Rauh & Backeberg) G.D. Rowley[3]
- Opuntia cylindrolanata (Rauh & Backeberg) G.D. Rowley[3]
- Opuntia floccosa Salm-Dyck
- Opuntia tephrocactoides (Rauh & Backeb.) G.D. Rowley
- Tephrocactus atroviridis Backeb.
- Tephrocactus crispicrinitus Rauh & Backeb.
- Tephrocactus cylindrolanatus Rauh & Backeberg[3]
- Tephrocactus floccosus (Salm-Dyck) Backeb.
- Tephrocactus hirschii Backeberg[3]
- Tephrocactus pseudo-udonis Rauh & Backeb.
- Tephrocactus udonis Backeb.
- Tephrocactus verticosus Backeb.

### Liste des sous-espèces
Selon Tropicos (22 avril 2019) :
- Austrocylindropuntia floccosa subsp. yanganucensis Ostolaza